# Giovanni Lavaggi
Giovanni Lavaggi (Augusta, Italia, 18 de febrero de 1958) es un expiloto de automovilismo italiano. De origen noble, participó en 4 carreras de IndyCar en 1994 con el equipo Euromotorsports y Leader Cards Racing, ganó las 24 Horas de Daytona en 1995, y participó en 10 Grandes Premios de Fórmula 1 con los equipos Pacific y Minardi en 1995 y 1996.
En 2005, Lavaggi fundó el equipo de carreras llamado Scuderia Lavaggi, que participó en European Le Mans Series con un vehículo LMP1 de fabricación propia, el Lavaggi LS1. Corrieron en la serie entre 2006 y 2009. Actualmente compite en carreras con vehículos clásicos.

## Resultados

### 24 Horas de Le Mans
| Año         | Equipo                    | Copilotos                            | Automóvil         | Clase | Vueltas | Pos. | Pos. Clase |
| ----------- | ------------------------- | ------------------------------------ | ----------------- | ----- | ------- | ---- | ---------- |
| 1989        | Porsche Kremer Racing     | Kunimitsu Takahashi Bruno Giacomelli | Porsche 962C      | C1    | 303     | DNF  | DNF        |
| 1990        | Team Davey                | Max Cohen-Olivar Tim Lee-Davey       | Porsche 962C      | C1    | 306     | 19º  | 19º        |
| 1992        | Porsche Kremer Racing     | Manuel Reuter John Nielsen           | Porsche 962CK6    | C3    | 334     | 7º   | 2º         |
| 1993        | Porsche Kremer Racing     | Jürgen Lässig Wayne Taylor           | Porsche 962CK6    | C2    | 328     | 12º  | 7º         |
| 2000        | Repsol Racing Engineering | Tomás Saldaña Jesús Diez Villaroel   | Porsche 911 GT3-R | GT    | 78      | DNF  | DNF        |
| Referencia: |                           |                                      |                   |       |         |      |            |

### Fórmula 3000 Internacional
(Clave) (negrita indica pole position) (cursiva indica vuelta rápida)

| Año         | Equipo              | 1       | 2       | 3       | 4       | 5       | 6       | 7       | 8       | 9       | 10     | Pos. | Puntos |
| ----------- | ------------------- | ------- | ------- | ------- | ------- | ------- | ------- | ------- | ------- | ------- | ------ | ---- | ------ |
| 1991        | Crypton Engineering | VAL DNQ | PAU DNQ | JER DNQ | MUG DNQ | PER Ret |         |         |         |         |        | NC   | 0      |
| 1991        | Roni Team           |         |         |         |         |         | HOC DNQ | BRH DNQ | SPA DNQ | BUG DNQ | NOG 12 | NC   | 0      |
| Referencia: |                     |         |         |         |         |         |         |         |         |         |        |      |        |

### PPG IndyCar World Series
| Año         | Equipo              | Chasis     | Motor   | 1   | 2   | 3   | 4    | 5   | 6       | 7   | 8      | 9   | 10  | 11  | 12  | 13  | 14     | 15  | 16      | Pos. | Puntos |
| ----------- | ------------------- | ---------- | ------- | --- | --- | --- | ---- | --- | ------- | --- | ------ | --- | --- | --- | --- | --- | ------ | --- | ------- | ---- | ------ |
| 1994        | Euromotorsports     | Lola T9300 | Ilmor C | SRF | PHX | LBH | INDY | MIL | DET DNQ | POR |        |     |     |     |     |     |        |     |         | 38º  | 0      |
| 1994        | Leader Cards Racing | Lola T9300 | Ilmor C |     |     |     |      |     |         |     | CLE 30 | TOR | MCH | MDO | NHA | VAN | ROA 15 | NAZ | LAG DNQ | 38º  | 0      |
| Referencia: |                     |            |         |     |     |     |      |     |         |     |        |     |     |     |     |     |        |     |         |      |        |

### Fórmula 1
(Clave) (negrita indica pole position) (cursiva indica vuelta rápida)

| Año         | Escudería              | 1   | 2   | 3   | 4   | 5   | 6   | 7   | 8   | 9       | 10      | 11      | 12      | 13      | 14      | 15     | 16      | 17  | Pos. | Puntos |
| ----------- | ---------------------- | --- | --- | --- | --- | --- | --- | --- | --- | ------- | ------- | ------- | ------- | ------- | ------- | ------ | ------- | --- | ---- | ------ |
| 1995        | Pacific Grand Prix Ltd | BRA | ARG | SMR | ESP | MON | CAN | FRA | GBR | GER Ret | HUN Ret | BEL Ret | ITA Ret | POR     | EUR     | PAC    | JPN     | AUS | NC   | 0      |
| 1996        | Minardi Team           | AUS | BRA | ARG | EUR | SMR | MON | ESP | CAN | FRA     | GBR     | GER DNQ | HUN 10  | BEL DNQ | ITA Ret | POR 15 | JPN DNQ |     | NC   | 0      |
| Referencia: |                        |     |     |     |     |     |     |     |     |         |         |         |         |         |         |        |         |     |      |        |